# 刘靖夫
刘靖夫（1886年—1944年），山东章丘人，金陵大学附属中学首任华人校长。

## 生平
曾毕业于汇文书院成美馆，1906年毕业于汇文书院。毕业后帮其父主持南徐中学事务，1910年迁至金陵，于金陵大学先后任图书馆首任馆长、教育系主任，为《金陵光》创刊时总经理。1921年-1926年于哥伦比亚大学研究院学习，获教育学硕士学位。1927年11月兼任金陵大学附属中学校长:28，1929年辞职:39。
1937年南京沦陷前离开南京，1944年坐车经广西独山时死于日军轰炸。

## 家庭
- 父：刘梅村，镇江市南徐中学创始人。